# Схиммелпеннинк, Геррит
Геррит Схиммелпеннинк (нидерл. Gerrit Schimmelpenninck, 25 февраля 1794, Амстердам — 4 октября 1863, Арнем) — нидерландский политический деятель, первый председатель совета министров (нидерл. Voorzitter van de Ministerraad) Нидерландов. Занимал эту должность с марта по май 1848 года.

## Биография
Геррит Схиммелпеннинк был сыном нидерландского политика и дипломата Рютгера Яна Схиммелпеннинка, бывшего Великим Пенсионарием Батавской республики. Как и его отец, он принадлежал к Голландской реформатской церкви.
Схиммелпеннинк учился в начальной школе в Гааге, после чего получил частное среднее образование. Затем он изучал римское и современное право в Лейденской высшей школе, но вынужден был в 1813 году оставить обучение после первого года, чтобы вернуться в своё имение и наблюдать за ним во время наступления войск антинаполеоновской коалиции.
Геррит Схиммелпеннинк начал свою карьеру как предприниматель в Амстердаме в торговом и банковском доме Стапхорст, где он был одним из акционеров с 1818 по 1827 год. В 1824 году он стал директором, а в 1827 председателем государственного торгового общества Nederlandsche Handel-Maatschappij. С 1834 по 1836 год он был государственным секретарём. В 1832 году он стал членом Государственного совета Нидерландов по особым поручениям, а в 1834 году получил титул графа. В 1836 году он стал депутатом верхней палаты парламента и занимал эту должность до 1849 года. В том же году он был назначен Государственным министром. Эту должность он занимал до конца жизни. С 1837 по 1840 года он был послом по особым поручениям в Санкт-Петербурге. Всё это время он был приближенной к королю Виллему II фигурой, и в число его обязанностей входило носить на церемониях подушку с короной. Затем он на некоторое время ушёл со всех постов, чтобы написать биографию своего отца, а в 1846 году вернулся в политику и стал послом по особым поручениям в Лондоне.
В марте 1848 года Схиммелпеннинк был вызван в Нидерланды и назначен министром иностранных дел, финансов, а также первым председателем совета министров. В это время в Нидерландах происходило обсуждение новой конституции, и Схиммелпеннинк выступил против той её главы, которая относилась к Генеральным Штатам. Он был сторонником британской модели, в которой король назначает Сенат. Возможно, что назначение Схиммелпеннинка было связано именно с тем, что Виллем не хотел вводить в кабинет Йохана Торбеке, убеждённого сторонника новой конституции. При этом Схиммелпеннинк не мог сам формировать кабинет, и в результате министрами были назначены в основном сторонники Торбеке. Став председателем совета министров, Схиммелпеннинк внёс предложение, согласно которому король получил бы право назначать верхнюю палату парламента. Предложение не было поддержано другими министрами, и 14 мая 1848 года Схиммелпеннинк вынужден был подать в отставку. 17 мая отставка была принята.
После отставки Схиммелпеннинк вернулся на должность посла в Лондоне, которую занимал до 1852 года. В 1853 году он был избран примерно на год членом нижней палаты парламента. Через год он не стал повторно выставлять свою кандидатуру, а в 1855 году проиграл выборы. В конце 1850-х годов он занимал должность в правлении железнодорожной компании Nederlandsche Rhijnspoorweg-Maatschappij.
Был трижды женат. Его сын, Рютгер Ян Схиммелпеннинк ван Нейенхёйс, одно время занимал должность министра финансов.